# Ботман, Янно
Янно Ботман (нидерл. Janno Botman; род. 8 марта 2000, Андейк, Северная Голландия) — нидерландский конькобежец, серебряный призёр чемпионата мира, чемпион Нидерландов и двукратный серебряный призёр чемпионата Нидерландов. Выступает за команду «Reggeborgh».

## Биография
Янно Ботман начал кататься на коньках в возрасте 4-х лет в Хорне, благодаря родителям, которые познакомили его и его братьев и сестер с этим видом спорта. С 9-ти лет он соревновался в местном клубе. Янно являлся спринтером, но кроме этого бегал с 2012 года марафоны. В 2014 году принял впервые участие в юниорском чемпионате Нидерландов, а через год стал бронзовым призёром в мини-многоборье. В 2017 году выиграл юниорский чемпионат в комбинации спринта.
В сезоне 2017/18  дебютировал на юниорском Кубке мира и на чемпионате мира среди юниоров в Солт-Лейк-Сити. В 2019 году на своём 2-м юниорском чемпионате мира завоевал золотые медали на дистанции 1000 м и в командном спринте, а также бронзовую в беге на 500 м. Он присоединился к команде «Reggeborgh» под руководством тренера Герарда ван Велде и следующем сезоне стал участвовать на чемпионате Нидерландов в профессиональной команде. В начале сезона 2020/21 Ботман отправился на карантин, когда в его команде был обнаружен коронавирус и пропустил сезон.
В сезоне 2021/22 Ботман занял 2-е место на чемпионате Нидерландов в спринтерском многоборье, а также выступил впервые в соревнованиях Кубка мира в категории взрослых. В 2023 году он продлил контракт с «Reggeborgh» ещё на 2 года. На этапе Кубка мира в Польше вместе с партнёрами занял 3-е место в командном спринте. В сезоне 2023/24 вновь выиграл серебро на чемпионате Нидерландов на этот раз на дистанции 500 м, следом в январе 2024 года занял 9-е место в беге на 500 м на дебютном чемпионате Европы в Херенвене. В феврале на своём первом чемпионате мира на отдельных дистанциях в Калгари завоевал серебряную медаль в командном спринте, на дистанции 500 метров занял 15-е место. 

## Личная жизнь
Янно Ботман встречается в настоящее время[какое?] с нидерландской конькобежкой Мишель Де Йонг. Он работал со своим отцом в строительной компании до его переезда в Херенвен в 2019 году.